# 福嶋一雄
福嶋 一雄（ふくしま かずお、1931年1月6日 - 2020年8月27日）は、日本の野球選手（投手）。1940年代から1950年代にかけてアマチュア野球でプレーした。

## 経歴

### 高校時代
静岡県浜松市で生まれ、福岡県小倉市（現・北九州市）で育った。到津小学校時代、実家近くの門司鉄道管理局のホームグラウンド小倉到津球場で、九州実業団野球の早慶戦と言われた八幡製鉄（のちの新日鉄八幡）と門司鉄道管理局の定期戦、製門戦に熱中する。
1945年に福岡県立小倉中学校（旧制、現・福岡県立小倉高等学校）に入学。1946年3月、小学生のとき、肋膜を患い1年休学したほど、健康にはもう一つ自信がなかった福嶋は、柔道、剣道などの武道は進駐軍から禁止されていたので、「どうせ身体を鍛えるなら野球が一番いい」と思い、野球部に入部する。戦後初の全国大会となった第28回全国中等学校優勝野球大会では登録メンバーに選ばれたが試合出場は無し。大会後、監督の鬼塚格三郎に投手に抜擢される。阪神タイガースの若林忠志投手の「野球教本」を参考に毎日、少ないときで300球、多いときで400球の投げ込みを行い、その間に走って足腰を鍛え、腹筋背筋を鍛えた。猛練習を繰り返しながら、練習試合も多く組まれ、1試合で投げるのはせいぜい120球であるが、福嶋は試合で投げたその120球すべての配球を覚えており、試合後に投球を反芻しながら反省した。なぜ、あの場面で、あのカウントで、あのボールを、あの打者に打たれたのか? どうしてあのボールは打たれなかったのか? 負けては反省、勝っても反省した。このようにして福嶋の投球術は進化した。
1947年の第19回選抜中等学校野球大会ではエース福嶋の活躍もあって小倉中学は決勝戦まで進み、徳島商業と対戦する。惜しくも延長11回惜敗するが、福嶋はこの大会でようやく全国に通用することがわかり、自信を得る。夏の第29回全国中等学校優勝野球大会に小倉中学のエースとして優勝、さらに翌1948年の夏、新制高校の最初の夏の甲子園大会に小倉高校のエースとして優勝し、夏の甲子園大会2連覇を果たす。この1948年には甲子園全5試合連続45イニング無失点を記録。これは戦前、海草中学の嶋清一が記録した5試合45イニング無失点に並ぶ甲子園記録である。
1949年、小倉北高（この年だけ校名が小倉北高となる）は戦前の中京商業が達成した夏の甲子園大会3連覇に挑むが、福嶋の右肘は酷使のため悲鳴を上げていた。福岡県予選ではベンチに鍼灸師を入れ、福嶋は毎回、ハリ治療を受け、肘を伸ばしてマウンドに登った。だが、甲子園大会の準々決勝、倉敷工業戦では激痛のあまり変化球を1球も投げられず、時には本来のスリークォーターではなくアンダースローでも投げた。9回途中で交代し、延長10回にサヨナラ負けした時はレフトを守っていた。甲子園通算17勝。
福嶋の小倉中学・小倉高・小倉北高時代（1946年 - 1949年）の公式戦全成績
- 58試合48勝6敗 2試合確認不可能 勝率.889

（そのうち全国大会での成績29試合23勝5敗 勝率.821）
- 1947年
  - 第19回選抜中等学校野球大会 小倉中 準優勝
  - 第29回全国中等学校優勝野球大会 小倉中 優勝（東口賞受賞）
  - 第2回国民体育大会 小倉中 準優勝
- 1948年
  - 第20回選抜高等学校野球大会 小倉中 1回戦敗退
  - 第30回全国高等学校野球選手権大会 小倉高 優勝
  - 第3回国民体育大会 小倉高 準優勝
- 1949年
  - 第21回選抜高等学校野球大会 小倉北高 準決勝敗退
  - 第31回全国高等学校野球選手権大会 小倉北高 準々決勝敗退

### 大学・社会人野球時代
1950年に早稲田大学教育学部に入学し、東京六大学野球リーグでは在学中4度の優勝を経験。1950年秋季リーグから同期の広岡達朗、小森光生とともにベンチ入り。1年下の石井連蔵らとともに投手陣の中軸として活躍し、1953年春季リーグでは防御率0.00を記録した。リーグ通算33試合登板、12勝7敗。
1954年、八幡製鉄（現在の新日鉄住金八幡）に入社。同年の都市対抗にエースとして出場。先発として3勝を挙げ決勝に進出する。全藤倉との決勝では西村一孔と投げ合うが、1回に2失点を喫しマウンドを降りる。しかしその後に逆転勝利、17年振り2度目の黒獅子旗を獲得した。翌1955年の都市対抗にも連続出場。準々決勝に進み日本石油の野村利則との投手戦となるが、0-1で敗退し連覇はならなかった。同年の世界アマチュア野球大会日本代表となる。

### 現役引退後
- 1960年 八幡製鉄野球部を退部。
- 1984年 日本野球連盟・九州地区連盟理事に就任。
- 1985年 日本野球連盟理事・九州地区連盟理事長に就任。
- 2001年 日本野球連盟参与に就任。
- 2013年 野球殿堂入り。
- 2013年 北九州市スポーツ大賞受賞。
- 2013年 新日鐵住金八幡製鐵所地域社会貢献賞の特別功労賞受賞。
- 2014年 福岡県スポーツ功労賞受賞。
- 2014年 文部科学省生涯スポーツ功労賞受賞。
- 2020年8月27日 膵臓癌のため、北九州市内の病院で死去。89歳没[5]。

## エピソード

### 甲子園の土を最初に持ち帰った球児
3連覇に挑んだ1949年の夏の甲子園大会、準々決勝で岡山県立倉敷工業高等学校に敗れて退場する際、福嶋はスコアボード、ホームベースを直線で結んだ延長線上、バックネットの前2メートルほどのところに佇み、深い悲しみをたたえた眼差しでスコアボードを仰ぎ見、無意識に足元の土を摘んでズボンの後ろポケットに入れ、重い足取りで甲子園球場を後にする。帰倉した翌日、この福嶋の退場シーンに感動した大会副審判長の長浜俊三から「この甲子園で学んだものは、学校教育では学べないものだ。君のポケットに入ったその土には、それがすべて詰まっている。それを糧に、これからの人生を正しく大事に生きてほしい」という速達が届く。ポケットの中の土のことなどいっさい覚えていない福嶋は慌ててバッグの中に入れたままにしている汗まみれのユニフォームを取り出し、新聞紙を広げ、ズボンの後ろポケットをひっくり返すと、ほんの一さじほどの甲子園の土が出てきた。福嶋は母と相談し、玄関に置いてあるゴムの木の植木鉢に入れる。この甲子園の土はその後の福嶋の心の糧となり、福嶋を支えた。
土を持ち帰った球児は実は過去にも存在していたのだがこのエピソードが有名になり、福嶋は「甲子園の土を最初に持ち帰った球児」と言われるようになっている。
しかし福嶋は敗れた球児が甲子園の土を持ち帰るという行為を肯定的に考えてはおらず、「おみやげではないのだから、それより甲子園を目指した努力を大切にして欲しい」と語っている。

### 人物
福嶋は甲子園5試合連続45イニング無失点という記録を、「これはチームの記録なんです。私が5試合、27のアウトをすべて三振で取ったなら、私の記録かもしれないけれど、そうじゃない。海草中の嶋さんだって、同じ気持ちだったと思うんですよ」と言う。驕ったところが少しもなかった。